# Nakhodka
Nakhodka (tiếng Nga: Находка) là một thành phố hải cảng Nga. Thành phố này thuộc chủ thể vùng Primorsky và nằm ở bán đảo Trudny trong vịnh Nakhodka của Biển Nhật Bản, khoảng 85 km về phía đông Vladivostok. Thành phố có dân số 148.826 người (theo điều tra dân số năm 2002. Đây là thành phố lớn thứ 114 của Nga theo dân số năm 2002. Dân số: 159,700 (Điều tra dân số 2010); 148,826 (Điều tra dân số 2002); 160,056 (Điều tra dân số năm 1989).
Trong thời kỳ 1950-1991, khi thành phố cảng Vladivostok bị đóng cửa đối với người nước ngoài và tàu nước ngoài, thành phố Nakhodka đã trở thành cảng nước sâu hàng đầu ở Viễn Đông Nga.

## Khí hậu
Nakhodka có khí hậu lục địa ẩm (phân loại khí hậu Köppen Dfb).
| Dữ liệu khí hậu của Nakhodka            | Dữ liệu khí hậu của Nakhodka | Dữ liệu khí hậu của Nakhodka | Dữ liệu khí hậu của Nakhodka | Dữ liệu khí hậu của Nakhodka | Dữ liệu khí hậu của Nakhodka | Dữ liệu khí hậu của Nakhodka | Dữ liệu khí hậu của Nakhodka | Dữ liệu khí hậu của Nakhodka | Dữ liệu khí hậu của Nakhodka | Dữ liệu khí hậu của Nakhodka | Dữ liệu khí hậu của Nakhodka | Dữ liệu khí hậu của Nakhodka | Dữ liệu khí hậu của Nakhodka |
| Tháng                                   | 1                            | 2                            | 3                            | 4                            | 5                            | 6                            | 7                            | 8                            | 9                            | 10                           | 11                           | 12                           | Năm                          |
| --------------------------------------- | ---------------------------- | ---------------------------- | ---------------------------- | ---------------------------- | ---------------------------- | ---------------------------- | ---------------------------- | ---------------------------- | ---------------------------- | ---------------------------- | ---------------------------- | ---------------------------- | ---------------------------- |
| Cao kỉ lục °C (°F)                      | 9 (48)                       | 7 (45)                       | 16 (61)                      | 30 (86)                      | 29 (84)                      | 30 (86)                      | 37 (99)                      | 34 (93)                      | 27 (81)                      | 23 (73)                      | 22 (72)                      | 10 (50)                      | 37 (99)                      |
| Trung bình ngày tối đa °C (°F)          | −6.2 (20.8)                  | −3.0 (26.6)                  | 2.7 (36.9)                   | 9.4 (48.9)                   | 14.5 (58.1)                  | 18.8 (65.8)                  | 22.2 (72.0)                  | 23.6 (74.5)                  | 20.0 (68.0)                  | 13.5 (56.3)                  | 4.8 (40.6)                   | −2.8 (27.0)                  | 9.9 (49.8)                   |
| Trung bình ngày °C (°F)                 | −9.3 (15.3)                  | −5.9 (21.4)                  | −0.1 (31.8)                  | 6.1 (43.0)                   | 11.0 (51.8)                  | 15.3 (59.5)                  | 19.0 (66.2)                  | 20.6 (69.1)                  | 17.0 (62.6)                  | 10.5 (50.9)                  | 1.8 (35.2)                   | −6.0 (21.2)                  | 6.9 (44.4)                   |
| Tối thiểu trung bình ngày °C (°F)       | −12.2 (10.0)                 | −8.8 (16.2)                  | −3.0 (26.6)                  | 2.8 (37.0)                   | 7.8 (46.0)                   | 12.3 (54.1)                  | 16.2 (61.2)                  | 17.9 (64.2)                  | 14.2 (57.6)                  | 7.7 (45.9)                   | −0.8 (30.6)                  | −8.7 (16.3)                  | 3.9 (39.0)                   |
| Thấp kỉ lục °C (°F)                     | −27 (−17)                    | −22 (−8)                     | −15 (5)                      | −7 (19)                      | 1 (34)                       | 3 (37)                       | 6 (43)                       | 11 (52)                      | 2 (36)                       | −7 (19)                      | −18 (0)                      | −22 (−8)                     | −27 (−17)                    |
| Lượng Giáng thủy trung bình mm (inches) | 38 (1.5)                     | 32 (1.3)                     | 37 (1.5)                     | 44 (1.7)                     | 71 (2.8)                     | 102 (4.0)                    | 141 (5.6)                    | 141 (5.6)                    | 105 (4.1)                    | 58 (2.3)                     | 51 (2.0)                     | 40 (1.6)                     | 860 (33.9)                   |
| Số ngày giáng thủy trung bình           | 5                            | 7                            | 9                            | 10                           | 9                            | 14                           | 13                           | 12                           | 10                           | 8                            | 9                            | 6                            | 112                          |
| Số ngày mưa trung bình                  | 0                            | 1                            | 2                            | 9                            | 9                            | 14                           | 13                           | 12                           | 10                           | 8                            | 6                            | 2                            | 86                           |
| Số ngày tuyết rơi trung bình            | 5                            | 6                            | 7                            | 2                            | 0                            | 0                            | 0                            | 0                            | 0                            | 1                            | 3                            | 5                            | 29                           |
| Nguồn 1: Primorsky-Meteo                |                              |                              |                              |                              |                              |                              |                              |                              |                              |                              |                              |                              |                              |
| Nguồn 2: Weatherbase                    |                              |                              |                              |                              |                              |                              |                              |                              |                              |                              |                              |                              |                              |

## Thành phố kết nghĩa
Nakhodka kết nghĩa với:
- Maizuru, Nhật Bản[8]
- Otaru, Nhật Bản[9]
- Bellingham, Hoa Kỳ[10][11]
- Oakland, Hoa Kỳ[12]
- Tsuruga, Nhật Bản
- Cát Lâm, Trung Quốc
- Donghae, Hàn Quốc[13][14]
- Clare, Hoa Kỳ
- Phuket, Thái Lan